# كارلوس أوريلانا
كارلوس أوريلانا (بالإسبانية: Carlos Orellana)‏ هو كاتب سيناريو ومخرج وممثل مكسيكي، ولد في 28 ديسمبر 1900 في ولاية هيدالغو في المكسيك، وتوفي في 24 يناير 1960 في مدينة مكسيكو في المكسيك.

## وصلات خارجية
- كارلوس أوريلانا على موقع IMDb (الإنجليزية)
- كارلوس أوريلانا على موقع أول موفي (الإنجليزية)
- كارلوس أوريلانا على موقع قاعدة بيانات الفيلم (الإنجليزية)
- كارلوس أوريلانا على موقع كينوبويسك (الروسية)